# Bukitritia timah
Bukitritia timah är en kvalsterart som beskrevs av Sandór Mahunka 1990. Bukitritia timah ingår i släktet Bukitritia och familjen Euphthiracaridae. Inga underarter finns listade.